# 五島盛佳
五島 盛佳（ごとう もりよし）は、肥前国福江藩6代藩主。五島家26代当主である。

## 生涯
貞享4年（1687年）9月2日、第5代藩主・五島盛暢の長男として生まれる。元禄4年（1691年）に父が死去したため、家督を継いだ。しかし5歳の幼少のため、叔父の五島盛延（旗本久松松平家に養子に入っていた）が後見人となった。
人事の一新、家臣救済のために借金返済の凍結、元禄11年（1698年）には新田開発を行い、新田からは3年間の年貢免除を行うなど改革を進めたが、元禄14年（1701年）には凶作となり、元禄15年（1702年）には捕鯨業も不振であり、次第に財政難が表面化してゆく。なお、この年の9月18日に元服した。
宝永7年（1710年）には材木の輸出を行い、商人に対して財政援助の融資を求めるなどしたが、ほとんど効果はなかった。享保6年（1721年）には領内の労働人口を把握して確保するため、「人付け改め」と呼ばれる徹底した人身把握政策を開始し、各世帯の家族数・年齢・世帯主との続柄・出自・身分を細かく人付帳に記載した。
享保13年（1728年）8月11日、家督を長男・盛道に譲って隠居する。享保19年（1734年）8月6日に死去した。享年48。

## 系譜
父母
- 五島盛暢（父）
- 宮崎氏 ー 側室（母）

正室
- 堀田正虎の養女 ー 堀田正休の娘

側室
- 林氏
- 利代 ー 中村氏
- 竹女 ー 川島氏
- 直女
- 伊東氏
- 連女

子女
- 五島盛道（長男）生母は林氏（側室）
- 松平康年正室